# Moitron-sur-Sarthe
Moitron-sur-Sarthe ist eine französische Gemeinde mit 266 Einwohnern (Stand: 1. Januar 2022) im Département Sarthe in der Region Pays de la Loire; sie gehört zum Arrondissement Mamers und zum Kanton Sillé-le-Guillaume. Die Einwohner werden Moitronnais genannt.

## Geographie
Moitron-sur-Sarthe liegt etwa 32 Kilometer nordnordwestlich von Le Mans. Der Fluss Sarthe begrenzt die Gemeinde im Norden. Umgeben wird Moitron-sur-Sarthe von den Nachbargemeinden Saint-Aubin-de-Locquenay im Norden und Westen, Saint-Germain-sur-Sarthe im Norden, Piacé im Osten und Nordosten, Saint-Christophe-du-Jambet im Süden und Osten, Ségrie im Süden und Südwesten sowie Montreuil-le-Chétif im Westen.

## Bevölkerungsentwicklung
| 1962                      | 1968 | 1975 | 1982 | 1990 | 1999 | 2006 | 2018 |
| ------------------------- | ---- | ---- | ---- | ---- | ---- | ---- | ---- |
| 302                       | 277  | 249  | 191  | 177  | 158  | 207  | 279  |
| Quelle: Cassini und INSEE |      |      |      |      |      |      |      |

## Sehenswürdigkeiten
- Kirche Notre-Dame-de-l'Assomption aus dem 12. Jahrhundert
- Kommanderie des Tempelritterordens von Le Gué-Lian aus dem 13. Jahrhundert mit Umbauten aus dem 17. Jahrhundert, seit 2005 Monument historique
- Herrenhaus von Combres aus dem 15./16. Jahrhundert, seit 1999 Monument historique

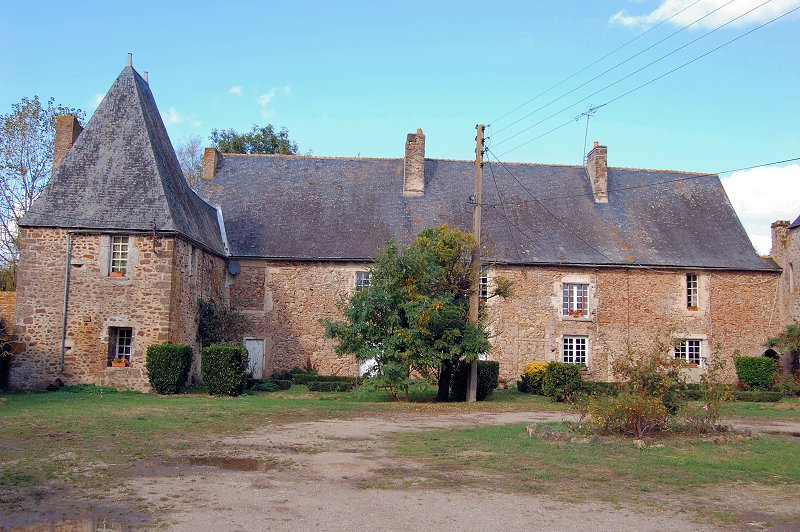
Kommanderie des Tempelritterordens